# Someșul Rece (sit SCI)
Someșul Rece este o arie protejată (arie specială de conservare — SAC, sit de importanță comunitară — SCI) din România, desemnată în scopul protejării biodiversității și menținerii într-o stare de conservare favorabilă a florei spontane și faunei sălbatice, precum și a habitatelor naturale de interes comunitar aflate în arealul zonei de protecție. Acesta este situat în nord-estul Transilvaniei, pe teritoriul județului Cluj.

## Localizare
Aria naturală se întinde în partea sud-vestică a județului Cluj (aproape de limita cu județul Alba), pe teritoriile administrative ale comunelor Măguri-Răcătău și Valea Ierii. Situl este străbătut de drumul județean DJ107P, care leagă satul Mărișel de Someșu Rece.

## Înființare
Zona a fost declarată sit de importanță comunitară prin Ordinul Ministerului Mediului și Dezvoltării Durabile Nr.1964 din 13 decembrie 2007 (privind instituirea regimului de arie naturală protejată a siturilor de importanță comunitară, ca parte integrantă a rețelei ecologice europene Natura 2000 în România) și se întinde pe o suprafață de 8.499,6 hectare. Situl a fost protejat și ca arie specială de conservare în mai 2022.

## Biodiversitate
Situl reprezintă o zonă încadrată în bioregiune alpină a Munților Apuseni; ce conservă habitate naturale de tip: Fânețe montane, Păduri de fag de tip Asperulo-Fagetum, Păduri de fag de tip Luzulo-Fagetum, Păduri aluviale cu Alnus glutinosa și Fraxinus excelsior (Alno-Padion, Alnion incanae, Salicion albae), Păduri acidofile de Picea abies din regiunea montană (Vaccinio-Piceetea), Pajiști boreale și alpine pe substrat silicios, Turbării cu vegetație forestieră și Turbării active și protejază specii importante din ihtiofauna, fauna și flora Apusenilor.

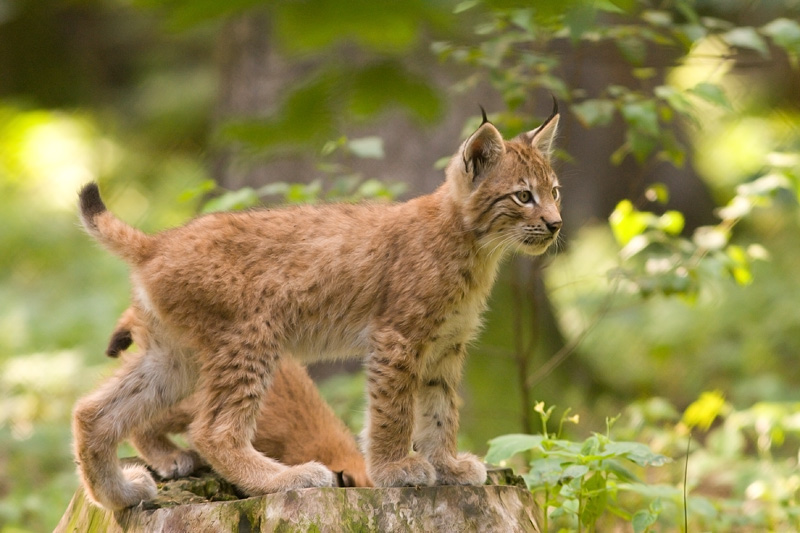
Râs eurasiatic (Lynx lynx)

La baza desemnării sitului se află câteva specii (de mamifere, amfibieni, pești și coleoptere) enumerate în anexa I-a a Directivei Consiliului European 92/43/CE din 21 mai 1992 (privind conservarea habitatelor naturale și a speciilor de faună și floră sălbatică), printre care mamifere: râs eurasiatic (Lynx lynx), lup (Canis lupus); pești: zglăvoacă (Cottus gobio), porcușorul de vad (Gobio uranoscopus), dunăriță (Sabanejewia aurata), chișcar (Eudontomyzon danfordi), ivorașul-cu-burta-galbenă (o broască din specia Bombina variegata); precum și două coleptere: rădașca (Lucanus cervus) și un cărăbuș din specia Carabus hampei. 
Alte specii faunistice prezente în sit: cerb (Cervus elaphus), căprioară (Capreolus capreolus), mistreț (Sus scrofa), vulpe (Vulpes vulpes), pisică sălbatică (Felis silvestris), iepure de câmp (Lepus europaeus), nevăstuică (Mustela nivalis), dihor (Mustela putorius), veveriță roșcată (Sciurus vulgaris) 
La nivelul stratului ierbos este semnalată prezența mai multor specii floristice, printre care: ghiocelul (Galanthus nivalis) și arnica (Arnica montana).

## Căi de acces
- Drumul județean DJ108 pe ruta: Huedin - Sâncraiu - Călățele - Beliș - drumul DJ107P spre Mărișel - drumul județean DJ107T - Măguri-Răcătău.

## Monumente și atracții turistice
În vecinătatea sitului se află numeroase obiective de interes istoric, cultural și turistic; astfel:

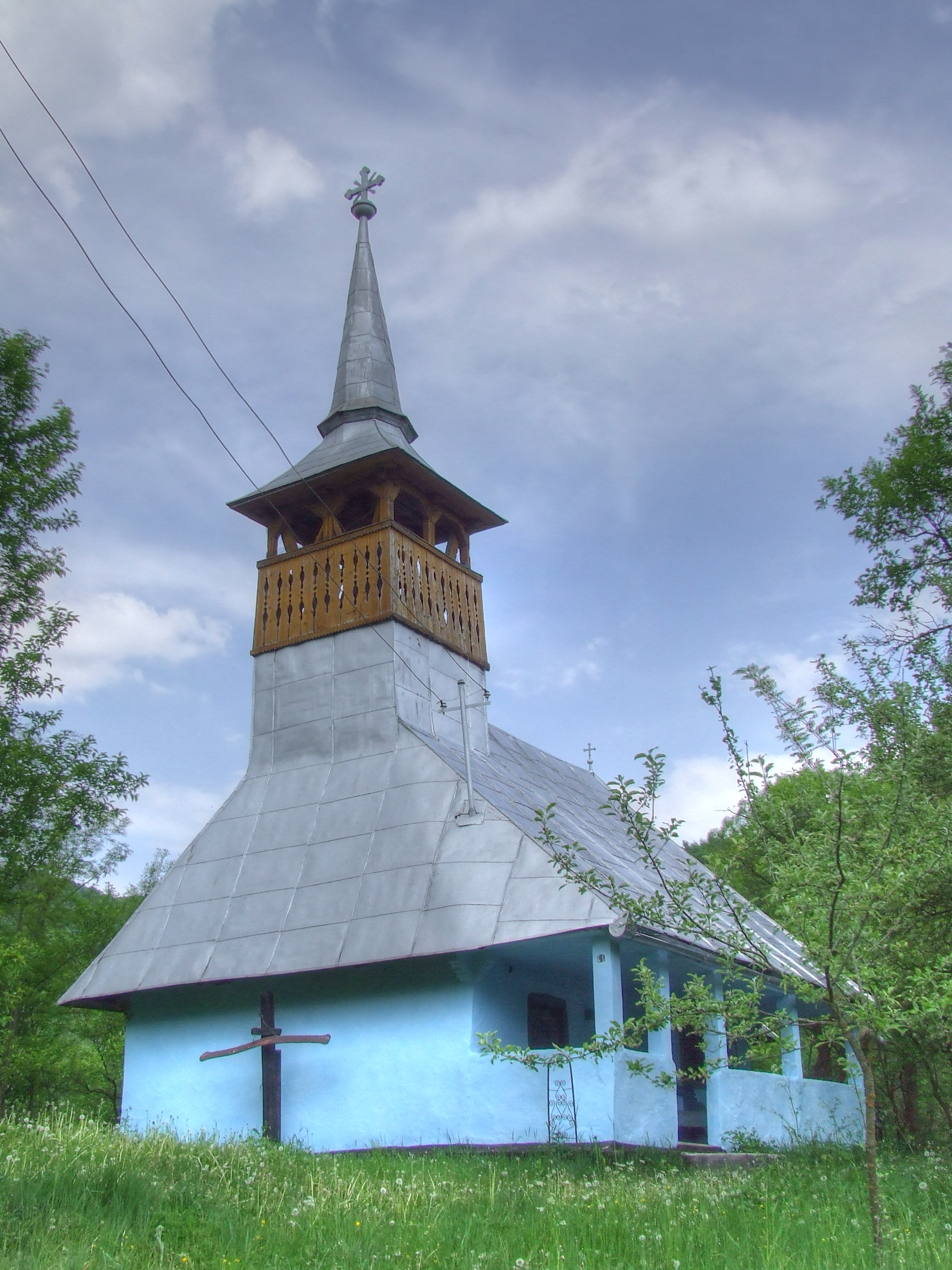
Biserica de lemn din Măgura Ierii

- Biserica de lemn „Adormirea Maicii Domnului” din Măguri-Răcătău, construcție 1825.
- Biserica de lemn „Sfinții Arhangheli Mihail și Gavriil” din satul Buru, construcție 1860.
- Biserica de lemn „Sfânta Treime” din satul Cacova Ierii, construcție 1910.
- Biserica de lemn „Sfinții Trei Arhangheli” din satul Făgetu Ierii, construcție 1769.
- Biserica de lemn din Lungești
- Biserica de lemn „Sfinții Arhangheli Mihail și Gavriil” din satul Măgura Ierii, construcție secolul al XVIII-lea, monument istoric.
- Biserica de lemn „Sfinții Arhangheli Mihail și Gavriil” din satul Ocolișel, construcție 1852, monument istoric
- Biserica de lemn „Sfinții Arhangheli Mihaiil și Gavriil” din satul Surduc, construcție 1758, monument istoric.
- Biserica unitariană din satul Iara, construcție secolul al XIII-lea, monument istoric
- Cetatea Liteni, construcție secolul al XIV-lea, monument istoric.
- Conacul „Beldi” din Iara, construcție secolul al XIX-lea, monument istoric.
- Conacul „Kemény” din Iara, construcție secolul al XIX-lea, monument istoric.
- Conacul „Teleki” din Iara, construcție secolul al XIX-lea, monument istoric.
- Situl arheologic de la Iara (Epoca romană, Preistorie).
- Rezervațiile naturale Cheile Runcului și Molhașurile Căpățânei, și siturile Natura 2000: Muntele Mare și Valea Ierii.